# Ditat Deus

Sello del Estado de Arizona.

Ditat Deus (en latín "Dios enriquece") es el lema estatal de Arizona.
Lo incluyó en el sello del estado el Secretario del Territorio de Arizona, Richard Cunningham McCormick, y ha permanecido intacto lo largo de los años. Según George Earlie Shankle, en su obra State Names, Flags, Seals, Songs, Birds, Flowers, and Other Symbols (1970), el lema de Arizona es probablemente una abreviatura de Génesis (14:23) de la Vulgata latina.
- Datos: Q8561197